# Серпень 2022
Серпень 2022 — восьмий місяць 2022 року, що розпочався у понеділок 1 серпня та закінчився у середу 31 серпня.

## Події
- 2 серпня — Візит Ненсі Пелосі до Тайваню призвів до загострення відносин між США та КНР
- 3 серпня — Міністерство оборони Азербайджану оголосило про початок антитерористичної операції у Нагірному Карабасі
- 9 серпня — Унаслідок порушення вимог пожежної безпеки в тимчасово окупованому Криму пролунала серія вибухів
- 9 серпня — Жіноча збірна України із шахів здобула золоті медалі 44-ї Шахової олімпіади у місті Ченнаї
- 10 серпня — 47-й розіграш Суперкубка УЄФА 2022 року (англ. 2022 UEFA Super Cup), в якому зустрілися переможець Ліги чемпіонів і Ліги Європи в сезоні 2021/2022. Матч пройшов на Олімпійському стадіоні у Гельсінкі, Фінляндія[1].
- 12 серпня — У США скоєно напад на британського письменника Салмана Рушді, автора «Сатанинськіх віршів»
- 14 серпня — У результаті вибуху у торговому центрі Єревана загинуло 16 людей[2].
- 15 серпня — Українці Ілля Мулярчук та Мирослав Колпаков виграли престижний турнір з Dota 2 у складі Team Spirit
- 16 серпня — Президентом Кенії обрано Вільям Руто[3].
- 16 серпня — Унаслідок вибухів поблизу Джанкоя обмежено залізничне сполучення окупованого Криму з Росією[4].
- 17 серпня — Унаслідок влучання російської ракети «Іскандер» у триповерховий житловий будинок у Салтівському районі Харкова загинуло 19 осіб[5].
- 18 серпня — Фонд Сергія Притули за кошти українців придбав для Міністерства оборони України права на SAR-супутник оператора ICEYE[6].
- 18 серпня — Унаслідок російського ракетного удару по гуртожитку у Слобідському районі Харкова загинуло 5 осіб[7].
- 20 серпня — У Підмосков'ї вбито пропагандистку Дар'ю Дугіну, доньку ідеолога рашизму Олександра Дугіна[8].
- 21 серпня — Українець Олександр Усик, який володіє титулами WBA Super, IBF, WBO та IBO у надважкій вазі, відстояв усі свої чемпіонські пояси у бою-реванші з англійцем Ентоні Джошуа[9].
- 24 серпня — День незалежності України — державне свято; вихідний день.
- 24 серпня — У результаті загальних виборів в Анголі[en] президентом втретє обраний Жуан Лоренсу, а МПЛА зайняла 124 з 220 місць у парламенті
- 24 серпня — Унаслідок російського ракетного удару по станції Чаплине на Дніпропетровщині загинуло щонайменше 15 осіб[10].
- 25 серпня — На Запорізькій АЕС спрацював аварійний захист енергоблоків[11].
- 30 серпня — У віці 91 року помер президент СРСР, лауреат Нобелівської премії миру 1990 року Михайло Горбачов
- 31 серпня — Почав роботу 79-й щорічний Венеційський кінофестиваль (31 серпня — 10 вересня)